# Mitchell Gaylord
Mitchell Gaylord est un gymnaste artistique américain né le 10 mars 1961 à Van Nuys.

## Biographie
Lors des Jeux olympiques d'été de 1984 se tenant à Los Angeles, il remporte la médaille d'or dans l'épreuve du concours par équipes, en compagnie de ses coéquipiers Bart Conner, Timothy Daggett, Scott Johnson, James Hartung et Peter Vidmar. Il remporte ensuite la médaille d'argent dans l'épreuve du saut de cheval. il remporte deux médailles de bronze, l'une dans l'épreuve des anneaux et l'autre dans l'épreuve des barres parallèles.